# Aleksandra Goss
Aleksandra Goss (Warschau, 30 augustus  1989) is een Poolse schaatsster. Ze nam tweemaal deel aan het Wereldkampioenschap voor junioren, namelijk in 2008 en 2009. Zes seizoenen later maakte ze haar debuut bij een internationaal seniorenkampioenschap. Ze werd vijftiende bij het Europees allroundkampioenschap van 2015 in Tsjeljabinsk. 
Naast het langebaanschaatsen is Aleksandra Goss zeer actief in het skeeleren. In die sport behoort ze tot de top van Polen en is ze ook internationaal succesvol.

## Persoonlijke records
| Afstand    | Tijd    | Datum             | Baan           |
| ---------- | ------- | ----------------- | -------------- |
| 500 meter  | 41,13   | 16 februari 2014  | Inzell         |
| 1000 meter | 1.19,78 | 30 september 2016 | Inzell         |
| 1500 meter | 2.03,59 | 2 maart 2014      | Inzell         |
| 3000 meter | 4.13,40 | 13 november 2015  | Calgary        |
| 5000 meter | 7.11,17 | 20 november 2015  | Salt Lake City |

## Resultaten
| Jaar | EK allround             | WK Allround           | WK Afstanden   | WK junioren                              |
| ---- | ----------------------- | --------------------- | -------------- | ---------------------------------------- |
| 2008 |                         |                       |                | NC33 (32e, 32e, 33e, -) 5e achtervolging |
| 2009 |                         |                       |                | 22e 3000m 6e achtervolging               |
|      |                         |                       |                |                                          |
| 2015 | NC15 (15e, 14e, 15e, -) |                       |                |                                          |
| 2016 |                         | NS3 (24e, 24e, NS, -) | 19e massastart |                                          |

NC# = niet gekwalificeerd voor de laatste afstand, maar wel als # geklasseerd in de eindrangschikking
(#, #, #, #) = afstandspositie op allroundtoernooi (500m, 3000m, 1500m, 5000m) of op juniorentoernooi (500m, 1500m, 1000m, 3000m).